# Casa do Carnaval da Bahia
A Casa do Carnaval da Bahia é o museu que conta, de forma lúdica e interativa, a história do maior carnaval de rua do mundo, o Carnaval de Salvador. Inaugurado em 2018 e localizado no centro histórico de Salvador, o equipamento cultural dispõe de tecnologia que permite ao visitante vivenciar as músicas, ritmos e sensações que marcaram a folia baiana
O espaço disponibiliza projeções em vídeo, maquetes, figurinos e instrumentos doados por artistas da festa, além de fotos e documentos históricos e dois cinemas onde o visitante pode se caracterizar e aprender coreografias com a ajuda de monitores.